# Manvelivka, Vasîlkivka
Manvelivka (în ucraineană Манвелівка) este un sat în așezarea urbană Vasîlkivka din raionul Vasîlkivka, regiunea Dnipropetrovsk, Ucraina.

## Demografie
Componența lingvistică a localității Manvelivka
     Ucraineană (90,13%)
     Rusă (8,55%)
     Alte limbi (0,33%)
Conform recensământului din 2001, majoritatea populației localității Manvelivka era vorbitoare de ucraineană (90,13%), existând în minoritate și vorbitori de rusă (8,55%).